# Caprolacton
Caprolacton, of correcter ε-caprolacton, is een organische verbinding uit de stofklasse der lactonen. Het is een cyclische ester met zeven atomen in de ring.

## Synthese
De belangrijkste methode voor de productie van caprolacton is de Baeyer-Villiger-reactie van cyclohexanon met behulp van een peroxycarbonzuur zoals perazijnzuur. In plaats van de explosiegevoelige peroxycarbonzuren kan ook waterstofperoxide in combinatie met een katalysator (bijvoorbeeld antimoontrifluoride en siliciumdioxide) gebruikt worden.

## Toepassingen
Het merendeel van alle geproduceerde caprolacton wordt omgezet in caprolactam, de grondstof voor nylon 6. Dit gebeurt door caprolacton te behandelen met ammoniak.
Caprolacton kan ook polymeriseren tot polycaprolacton.

## Verwante verbindingen
De andere mogelijkheden van caprolactonen zijn ook bekend, al zijn ze geen van alle technisch zo belangrijk als ε-caprolacton.  Het betreft de alpha-, beta-, gamma- en delta-caprolactonen.  Al deze verbindingen zijn chiraal.  Gamma-caprolacton speelt een rol in de geur van sommige bloemen en als feromoon van een aantal insecten, delta-caprolacton komt voor in verhit melkvet.